# Pandanus microcarpus
Pandanus microcarpus är en enhjärtbladig växtart som beskrevs av Isaac Bayley Balfour. Pandanus microcarpus ingår i släktet Pandanus och familjen Pandanaceae. IUCN kategoriserar arten globalt som akut hotad.
Artens utbredningsområde är Mauritius. Inga underarter finns listade.